# Russell Shorto
Russell Shorto (Johnstown (Pennsylvania), 8 februari 1959) is een Amerikaans schrijver, historicus en journalist, die vooral bekendheid geniet als de auteur van Nieuw-Amsterdam: de oorsprong van New York (Island at the Center of the World) en Amsterdam: A History of the World's Most Liberal City. Het eerstgenoemde boek, over de Nederlandse wortels van New York, is grotendeels gebaseerd op de gegevens van het New Netherland Project (tegenwoordig bekend onder de naam New Netherland Research Center), waar Shorto in 2013 gasthoogleraar was, en het New Netherland Institute.
Amsterdam: A History of the World's Most Liberal City, gepubliceerd in oktober 2013, behandelt de geschiedenis van de Nederlandse hoofdstad vanaf de stichting, via de Gouden Eeuw tot aan het Amsterdam van vandaag de dag. Shorto woonde van november 2007 tot 2013 zelf in Amsterdam, waar hij directeur was van het John Adams Institute (JAI). Op 8 september 2009 werd hij benoemd tot Ridder in de Orde van Oranje-Nassau voor zijn bijdrage aan de betrekkingen tussen Nederland en de Verenigde Staten in de vorm van zijn publicaties en zijn werk als directeur van het JAI. 
Shorto, die in 1981 afstudeerde aan de George Washington University, schrijft tevens artikelen voor The New York Times Magazine.

### Boeken
- Amsterdam: A History of the World's Most Liberal City ISBN 978-1-408-70348-9  (New York, Doubleday, oktober 2013).
- Descartes' Bones: A Skeletal History of the Conflict Between Faith and Reason ISBN 978-0-385-51753-9 (New York, Random House, oktober 2008). book's website
- The Island at the Center of the World: The Epic Story of Dutch Manhattan and the Forgotten Colony that Shaped America ISBN 0-385-50349-0 (New York, Doubleday, 2004).
- Saints and Madmen: How Pioneering Psychiatrists Are Creating a New Science of the Soul ISBN 0-8050-5902-4 (New York, Henry Holt & Company, 1999).
- Gospel Truth: The New Image of Jesus Emerging from Science and History, and Why It Matters ISBN 1-57322-056-6 (New York, Riverhead Books, 1997).